# Eli Bush
Eli Bush é um produtor de cinema estadunidense. Conhecido por The Grand Budapest Hotel, Moonrise Kingdom e Fences, foi indicado ao Oscar de melhor filme na edição de 2018 pela realização da obra Lady Bird, ao lado de Scott Rudin e Evelyn O’Neill.